# 路阳
路阳（1979年11月23日—），男，汉族，北京人，中国大陆电影导演和编剧。

## 简历
2007年毕业于北京电影学院导演系。2010年的导演处女作《盲人电影院》入围第15届釜山国际电影节并获得最受观众欢迎大奖，以及第28届金鸡奖最佳导演处女作奖。2012年电影《房车奇遇》入围当年釜山国际电影节亚洲之窗单元。2014年推出明代背景的写实动作片《绣春刀》，获得2015年中国电影导演协会奖年度青年导演奖。2014年11月，国家电影局开展“中美电影人才交流计划”，选派郭帆、宁浩、陈思诚、肖央、路阳五位青年导演赴美交流学习。
2020年联合导演的战争片《金刚川》和2021年春节推出的3D奇幻冒险动作片《刺杀小说家》皆取得过十亿人民币的票房。

## 电影

### 編劇/執導
- 2010年 《盲人电影院》编剧、导演
- 2014年 《绣春刀》编剧、导演
- 2014年 《前任告急》(曾用名:房车奇遇, 2012年拍攝)编剧、导演
- 2017年 《繡春刀2：修羅戰場》导演
- 2020年 《金刚川》联合导演之一
- 2021年 《刺杀小说家》导演
- 2025年 《刺杀小说家2》导演

### 监制
- 2022年 《雪山飞狐之塞北宝藏》(網絡電影)
- 2023年 《我经过风暴》(與王红卫聯合监制)

### 參演
- 2021年 《人潮汹涌》 客串饰演《刺杀剧作家》导演

## 电视剧
- 2016年 《解忧公主》导演
- 2022年 《风起陇西》导演
- 2022年 《天启异闻录》(網絡劇)總导演